# Castelo de Penacova

O Castelo de Penacova localizava-se na vila, freguesia e concelho de mesmo nome, Distrito de Coimbra, em Portugal.

## História

### Antecedentes
Embora se identifiquem diversos testemunhos da passagem dos primitivos povoadores da península Ibérica na região (Fenícios, Romanos, Visigodos e Muçulmanos), nenhum se radicou permanentemente na área do castelo.

### O castelo medieval
Historiograficamente, Pinho Leal é o único a afirmar a existência de um castelo no local, localizando-o no monte Sul, onde depois se construiu a Igreja Matriz. Outros autores lembram que a expressão pena, geralmente se refere, à época, a um pequeno castelo sobre um afloramento rochoso.
A construção desse castelo, é atribuída ao conde Sesnando Davides, governador da circunscrição conimbricense, cujo mandato lhe foi outorgado por Fernando Magno, soberano que conquistou a região de Coimbra aos mouros em 1064.
A primeira referência documental à povoação data de 1105, no contexto de uma disputa entre as gentes de Penacova e os monges do poderoso Mosteiro de Lorvão, obrigando à intervenção pessoal do conde D. Henrique para a reconciliação, sendo, portanto, anterior à nacionalidade.
A segunda referência é constituída pela Carta de Foral, passada por D. Sancho I (1185-1211) em 1192 (cf. Pinho Leal) ou 1193, visando incrementar povoamento e a defesa da terra. Este diploma foi confirmado por seu filho e sucessor, D. Afonso II (1211-1223), em Coimbra, a 6 de Novembro de 1217 e, séculos mais tarde, por D. Manuel (1495-1521), ao lhe passar o Foral Novo (Lisboa, 31 de Dezembro de 1513).
A primitiva igreja paroquial de Penacova foi a Capela de Nossa Senhora da Guia, até ser substituída pela nova Igreja Matriz, no século XVI, uma vez que a antiga era de pequenas dimensões e se encontrava em local de difícil acesso. Não há maiores referências acerca da conexão entre esta capela ou mesmo a Igreja do século XVI e o antigo castelo medieval, recordado apenas no brasão de armas da vila.